# Planerat åldrande
Planerat åldrande eller inbyggt åldrande är inom industridesign den medvetna process som syftar till att göra en vara obsolet för att hålla konsumtionen uppe. Det innebär att en varas livslängd begränsas genom att den går sönder efter en viss tid, eller att den annars, t.ex. genom omdesign, inte längre anses önskvärd, även om den fortfarande skulle fungera felfritt.
Begreppet planerat åldrande går tillbaka till åtminstone 1932 då Bernard London skrev Ending the Depression Through Planned Obsolescence (känt som planned obsolescence på engelska) där han föreslog att alla produkter skulle förses med ett bäst-före-datum och alla konsumenter genom lag skulle vara tvungna att lämna tillbaka eller skrota produkten före det datumet, även om produkten fortfarande fungerade. Förslaget var menat att motverka den ekonomiska depressionen.
Planerat åldrande är ett samtida fenomen, men ett välkänt historiskt exempel på planerat åldrande är den s.k. Phoebuskartellen som systematiskt ägnade sig åt att tillverka glödlampor som hade en medvetet förkortad livslängd med hjälp av inbyggt åldrande. Syftet för kartellen var att maximera företagens vinst. Glödlampor kunde vid den här tiden prestera så mycket som 2,500 timmar men kartellen lyckades få lamporna att hålla bara 1,000 timmar.